# 钉扎点
对晶体材料而言，当应力较小时，位错能够在晶格间移动。位错的这种运动引发了材料的塑性形变。而钉扎点的存在阻碍了位错的运动，故需要一个较大的应力才能使位错克服阻碍。材料因此表现出更大的强度。

## 钉扎点的类别

### 点缺陷
点缺陷会在材料内部产生应力场，从而对移动中的位错形成排斥，正如两个带相同电荷的粒子会相互排斥，位错会被推出有应力场的区域。

### 合金元素
将原子1被加入原子2的晶体中会产生钉扎点。事实上，合金原子本身也是一个点缺陷，当它被放入另一种物质的晶体点时会产生应力场，应力场可阻碍位错的运动。当合金中的两种原子大小相近的时候，应力几乎为零（例如钴镍合金）。然而，不同的原子有可能表现出不同的弹性模量，这将会给位错造成不同的运动区域。 较高的模量如同一个能量壁垒，而较低的模量如同一个能量槽，两者都将阻止位错的移动。

### 新相的沉淀
当材料中有新的相沉淀或析出时，位错的移动将被阻碍而无法通过。位错必须在析出相的周围弯曲（ 这需要更大的能量，或施加更大的应力）。位错因此会被缩短并围绕在新的相周围。

### 晶界
位错运动需要有序的晶体结构。 而晶界上的原子因为无法配位而产生晶格错位。 因此，运动倒晶界的位错将无法继续移动。